# Enchentes na Nigéria em 2022
As enchentes na Nigéria em 2022 são uma série de inundações e enchentes que estão a decorrer na Nigéria desde janeiro de 2022, e que já resultou na morte de mais de 600 pessoas, sendo que mais de 1,4 milhão ficaram desabrigadas. São as piores enchentes a atingir a Nigéria desde 2012, sendo que desta vez as inundações em certas áreas foram mais severas e mortais.

## As enchentes

### Janeiro a setembro
Inundações severas atingiram o estado de Yobe em julho e mataram quatro pessoas. No final de agosto, inundações severas no estado de Adamawa causaram 10 mortes e danificaram dezenas de casas. As inundações também atingiram o estado de Jigawa de agosto a setembro, onde pelo menos 92 pessoas morreram.
No total, houve 372 mortes de janeiro a setembro,

### Outubro
No estado de Anambra, em 7 de outubro de 2022, 76 pessoas morreram afogadas depois que um barco sobrecarregado que fugia da enchente naufragou. O transbordamento do rio Níger e as chuvas nos últimos dias alimentaram o aumento do nível da água. As comunidades ribeirinhas do estado foram submersas pela enchente devastadora.
Em Mariga, estado do Níger, mais de 1 500 cadáveres foram levados de um cemitério devido às enchentes. Autoridades disseram que 650 dos corpos foram encontrados e foram enterrados novamente.
Pelo menos 64 pessoas foram mortas por um surto de cólera causado pelas inundações. Até outubro, o númeor de mortes subiu para mais de 600 pessoas, sendo que mais de 1,4 milhão ficaram desabrigadas.